# Gnaphalopoda eremia
Gnaphalopoda eremia är en skalbaggsart som beskrevs av Britton 1987. Gnaphalopoda eremia ingår i släktet Gnaphalopoda och familjen Melolonthidae. Inga underarter finns listade i Catalogue of Life.